# 杜門駅
杜門駅（ともんえき）は、樺太泊居郡泊居町に存在した鉄道省樺太西線の駅。

## 歴史
- 1930年（昭和5年）11月1日：樺太庁鉄道西海岸線追手駅 - 泊居駅間開通により開業[1]。
- 1943年（昭和18年）4月1日：南樺太の内地化により、鉄道省に移管。
- 1945年（昭和20年）8月：ソ連軍が南樺太へ侵攻、占領し、駅も含め全線がソ連軍に接収される。
- 1946年（昭和21年）
  - 2月1日：日本の国有鉄道の駅としては廃止。
  - 4月1日：ソ連国鉄に編入。ロシア語駅名は「ウロジャイナヤ サハリンスカヤ」。

## 駅名の由来
当駅の所在する地名からであり、地名はアイヌ語の「トマ・ウン・ナイ」（湿地のある川）、「トマン・ウン・ナイ」（滝壺のある川）による。

## 運行状況
（1944年当時） 
- 上りは本斗駅行きが2本、真岡駅行きが2本運行されていた。
- 下りは久春内駅行きが3本と泊居駅行き1本が運行されていた。

## 隣の駅
鉄道省樺太鉄道局
樺太西線
追手駅 - 杜門駅 - 泊居駅